# إسحاق بن سيد
إسحاق بن سيد (بالإسبانية: Isaac ben Sid)‏ (و. – م) هو عالم فلك، ومترجم، ومنجم من إسبانيا .